# Marseille Volley 13
Marseille Volley 13 est un club français de volley-ball, basé à Marseille (Bouches-du-Rhône), évoluant pour la saison 2021-2022 en Élite (troisième niveau national). Le club dispose également d'une équipe féminine en catégorie nationale 3.

## Histoire
Marseille Volley est né en 2004. À l'origine, ce club était un club de quartier, celui de la Belle de mai à Marseille, club évoluant en Nationale 3. Après fusion avec la section volley-ball de l'ASPTT Marseille, le club allait gravir les échelons.
En 2000, André Ramirez et son équipe allaient décider de réunir les différents clubs marseillais : la SCO Sainte-Marguerite, la Belle de mai, Marseille Est et l'ASPTT, tous formant alors un seul club : Marseille 13 PVB qui deviendra en 2004 Marseille Volley sous la présidence de Jean Fiat.
En 2006, Marseille Volley décroche le titre de champion de France de Nationale 1, et le club accède en Pro B sous le nom de Marseille Volley 13.
Son actuel président est Patrice Maudens.
À noter l'existence d'une section baby-volley (de 3 à 8 ans), unique en région PACA, section ouverte aux enfants déficients mentaux.
En 2009, le club, évoluant alors en Pro B, est relégué en Nationale 2, le budget n'étant pas assez important selon les instances du volley français.
En 2024, une section de volleyball assis est créée au sein du club.

## Historique des logos

Premier logo

## Palmarès
- Nationale 3 (1) :
  - Vainqueur du groupe A : 2012
- Nationale 1 (1) :
  - Champion : 2006

## Entraîneurs
- ?-2008 :  Emmanuel Dumortier
- 2008-? :  Frédéric Havas &  Jean-Marc Biasio

## Effectif

### Saison 2012-2013 (Nationale 2)
Entraineur : Ramirez Stéphane et Gallon Giles

### Saison 2009-2010 (Nationale 2)
Entraineur : Gallon Giles

### Saison 2008-2009 (Pro B)
Entraîneur :  Frédéric Havas ; entraîneur-adjoint :  Jean-Marc Biasio

### Saison 2007-2008 (Pro B)
Entraîneur :  Emmanuel Dumortier  France
| Numéro | Nom                                                 | Taille | Nationalité        |
| 4      | Alexis FARJAUDON (22 ans - attaquant/réceptionneur) | 1,97   | France             |
| 1      | Laurent BENHAYOUN (35 ans - libéro)                 | 1,82   | France             |
| 7      | Stéphane RAMIREZ (34 ans - passeur)                 | 1,80   | France             |
| 2      | Mehrez BERRIRI (32 ans - attaquant/réceptionneur)   | 1,88   | Tunisie            |
| 5      | Grégory BRACHARD (27 ans - central)                 | 1,98   | France             |
| 15     | Fabrice BRY (35 ans - pointu)                       | 2,02   | France             |
| 13     | Ali KERBOUA (24 ans - attaquant/réceptionneur)      | 1,96   | Algérie            |
| 3      | Jérémy HILAIRE (24 ans - central)                   | 2,00   | France             |
| 6      | Pascal MARQUET (36 ans - libéro)                    | 1,83   | France             |
| 8      | Dušan PRIBANOVIC (24 ans - central);                | 2,00   | Serbie             |
| 9      | Vitek ROSENBAUM (28 ans - passeur)                  | 1,90   | République tchèque |

### Saison 2006-2007 (Pro B)
Entraîneur : Emmanuel Dumortier  France
| Numéro | Nom                            | Taille | Nationalité |
| 1      | Christophe CÉSAIRE             | 1,99   | France      |
| 2      | Yannick SALVETTI               | 1,97   | France      |
| 4      | Alexis FARJAUDON               | 1,97   | France      |
| 5      | Laurent BENHAYOUN              | 1,82   | France      |
| 6      | Frédéric SÉGUIN                | 1,92   | France      |
| 7      | Stéphane RAMIREZ               | 1,80   | France      |
| 9      | Alexandre Rui DE MELO E CASTRO | 1,93   | Portugal    |
| 10     | Thomas HEYMONET                | 1,75   | France      |
| 12     | Lyes OULD-AMMAR                | 1,90   | Algérie     |
| 14     | Anderson PICCOLI               | 1,98   | Brésil      |
| 15     | Yann LÉONARD                   | 1,95   | France      |